# Acústico Tão Feliz
Acústico Tão Feliz é um álbum ao vivo da dupla sertaneja Marcos & Belutti, lançado no dia 11 de setembro de 2015 pela Som Livre. O show de gravação ocorreu no dia 20 de maio de 2015 em um estúdio da cidade de São Paulo, e contou com as participações de Roupa Nova, Wesley Safadão e Fernando Zor, sendo desse último também a direção de áudio e de vídeo de Fernando Trevisan "Catatau". Na versão Deluxe disponível nas plataformas digitais e no DVD possui uma versão em espanhol do clássico "Domingo de Manhã".

## Lista de faixas
CD
| N.º            | Título                                                           | Duração  |  |
| 1.             | "Tão Feliz"                                                      | 3:12     |  |
| 2.             | "Par de Asas"                                                    | 3:08     |  |
| 3.             | "Poeira da Lua"                                                  | 3:25     |  |
| 4.             | "Então Foge"                                                     | 3:18     |  |
| 5.             | "Romântico Anônimo" (Part. Fernando Zor)                         | 3:27     |  |
| 6.             | "Mar de Lágrimas" (Part. Roupa Nova)                             | 3:57     |  |
| 7.             | "Aquele 1%" (Part. Wesley Safadão)                               | 2:56     |  |
| 8.             | "Queda Livre"                                                    | 3:07     |  |
| 9.             | "Linhas"                                                         | 3:02     |  |
| 10.            | "Ponto Fraco"                                                    | 2:50     |  |
| 11.            | "Sem Radar"                                                      | 4:20     |  |
| 12.            | "Retoque o Batom"                                                | 3:09     |  |
| 13.            | "Cãozinho de Raça"                                               | 2:48     |  |
| 14.            | "Pot-Pourri: Agenda Rabiscada / Você Vai Ver / Vida Pelo Avesso" | 4:57     |  |
| Duração total: | Duração total:                                                   | 00:47:36 |  |

| iTunes - Versão Deluxe |                                        |          |  |
| N.º                    | Título                                 | Duração  |  |
| 15.                    | "Coração em Êxtase" (Faixa Bônus)      | 3:22     |  |
| 16.                    | "Contra o Mundo Inteiro" (Faixa Bônus) | 3:04     |  |
| 17.                    | "Domingo de Mañana" (Faixa Bônus)      | 4:11     |  |
| Duração total:         | Duração total:                         | 00:58:13 |  |

DVD
| N.º | Título                                                           | Duração |  |
| 1.  | "Tão Feliz"                                                      |         |  |
| 2.  | "Par de Asas"                                                    |         |  |
| 3.  | "Poeira da Lua"                                                  |         |  |
| 4.  | "Ponto Fraco"                                                    |         |  |
| 5.  | "Romântico Anônimo" (Part. Fernando Zor)                         |         |  |
| 6.  | "Queda Livre"                                                    |         |  |
| 7.  | "Então Foge"                                                     |         |  |
| 8.  | "Aquele 1%" (Part. Wesley Safadão)                               |         |  |
| 9.  | "Cãozinho de Raça"                                               |         |  |
| 10. | "Coração em Êxtase"                                              |         |  |
| 11. | "Linhas"                                                         |         |  |
| 12. | "Mar de Lágrimas" (Part. Roupa Nova)                             |         |  |
| 13. | "Contra o Mundo Inteiro"                                         |         |  |
| 14. | "Pot-Pourri: Agenda Rabiscada / Você Vai Ver / Vida Pelo Avesso" |         |  |
| 15. | "Sem Radar"                                                      |         |  |
| 16. | "Retoque o Batom"                                                |         |  |
| 17. | "Domingo de Manhã"                                               |         |  |

## Desempenho nas tabelas musicais

### CD
| Parada musical (2015)        | Melhor posição |
| ---------------------------- | -------------- |
| Brasil (TOP 20 Semanal ABPD) | 3              |

### DVD
| Parada musical (2015)        | Melhor posição |
| ---------------------------- | -------------- |
| Brasil (TOP 20 Semanal ABPD) | 2              |